# Rudolf Bierbrauer
Rudolf Walther Bierbrauer (* 13. September 1884 in Runkel; † 10. April 1937 in Weilburg) war ein deutscher Ingenieur und Abgeordneter des Provinziallandtages der Provinz Hessen-Nassau.

## Leben
Rudolf Bierbrauer wurde als Sohn des Bürgermeisters und Hüttenbesitzers Heinrich Bierbrauer und dessen Ehefrau Louise Bierbrauer geboren.
Nach dem Abitur am Gymnasium Philippinum Weilburg im Jahre 1906 studierte er Ingenieurwesen und schloss mit einem Diplom ab. Er musste Kriegsdienst leisten, war nach dem Krieg in Weilburg als Diplom-Ingenieur tätig und trat der SPD bei. 1920 erhielt er ein Mandat im Nassauischen Kommunallandtag des preußischen Regierungsbezirks Wiesbaden bzw. im Provinziallandtag der Provinz Hessen-Nassau. Bis 1926 war er für den Oberlahnkreis und anschließend für den Wahlbezirk Oberlahn-Usingen in den Parlamenten. Er wurde 1920 zum stellvertretenden Mitglied des Landesausschusses gewählt und war in dieser Zeit Mitglied des Kreistages Limburg-Weilburg und der Weilburger Stadtverordnetenversammlung.
Am 4. Januar 1934 wurde er verhaftet, weil er antinazistische Äußerungen getätigt habe.
Er kam in das KZ Papenburg. Über die Dauer seines Aufenthaltes und den weiteren Lebensweg gibt die Quellenlage keine Aufschlüsse.